# Heterodynmottagare
Heterodynmottagaren är en typ av radiomottagare som uppfanns av Reginald Fessenden innan Armstrong utvecklade sin överlägsna superheterodynmottagare 1918.
I heterodynmottagaren blandades signalen från antennen multiplikativt med en bärvåg från en lokaloscillator på den frekvens man ville avlyssna. Fanns en sändare inom några kHz från lokaloscillatorn, uppstod enligt heterodynprincipen en svävning som direkt kunde avlyssnas som en ton i en hörlur. Heterodynmottagaren dög för att ta emot telegrafi, men inte tal eller musik.